# Корато
Кора̀то (на италиански: Corato, на местен диалект Quaràte, Куарате) е град и община в Южна Италия, провинция Бари, регион Пулия. Разположен е на 232 m надморска височина. Населението на общината е 48 424 души (към 2013 г.).